# شبحة ماروسية
شبحة ماروسية (الاسم العلمي:Phasma marosense) هي نوع من الحشرات تتبع جنس الشبحة من فصيلة الشبحات.